# Magdalena Kubli
Magdalena Kubli (ur. 7 listopada 1985 w Judenburgu) – austriacka skoczkini narciarska, reprezentantka WSV Murau.
Najdłuższy skok w swojej karierze oddała na skoczni Brunnentalschanzen w austriackiej miejscowości Stams, skacząc na odległość 102 metrów.

## FIS Ladies Winter Tournee

### Miejsca w klasyfikacji generalnej FIS Ladies Winter Tournee
| Sezon | Miejsce |
| ----- | ------- |
| 2000  | 5.      |
| 2001  | 5.      |
| 2002  | 11.     |
| 2003  | 13.     |

### Miejsca na podium
| Sezon | 1. miejsce | 2. miejsce | 3. miejsce | razem |
| 2000  | –          | –          | –          | 0     |
| 2001  | –          | –          | 1          | 1     |
| 2002  | –          | –          | –          | 0     |
| 2003  | –          | –          | –          | 0     |
| suma  | 0          | 0          | 1          | 1     |

### Miejsca na podium w konkursach FIS Ladies Winter Tournee
| Nr | Dzień       | Rok  | Miejscowość | Skocznia     | Punkt K | HS | Skok 1 | Skok 2 | Nota      | Lok. | Strata   | Zwycięzca        |
| -- | ----------- | ---- | ----------- | ------------ | ------- | -- | ------ | ------ | --------- | ---- | -------- | ---------------- |
| 1. | 28 stycznia | 2001 | Schönwald   | Adlerschanze | K-85    | –  | 78,0 m | 78,0 m | 198,5 pkt | 3.   | 62,5 pkt | Daniela Iraschko |

### Miejsca na podium w konkursach drużynowych FIS Ladies Winter Tournee
| Nr | Dzień                | Rok  | Miejscowość                   | Skocznia                   | Punkt K | HS | Skład | Skok 1 | Skok 2 | Nota                   | Lok. | Strata   | Zwycięzca         |
| -- | -------------------- | ---- | ----------------------------- | -------------------------- | ------- | -- | ----- | ------ | ------ | ---------------------- | ---- | -------- | ----------------- |
| 1. | 5 lutego             | 2000 | Breitenberg                   | Baptist-Kitzlinger-Schanze | K-75    | –  | druż. | 70,0 m | 69,5 m | 859,9 pkt (195,9 pkt)  | 1.   | –        | –                 |
| 2. | 27 stycznia–4 lutego | 2001 | –                             | –                          | –       | –  | druż. | –      | –      | 2115,6 pkt (593,1 pkt) | 1.   | –        | –                 |
| 3. | 3 lutego             | 2002 | Breitenberg                   | Baptist-Kitzlinger-Schanze | K-75    | –  | druż. | 72,0 m | 75,0 m | 849,6 pkt (213,4 pkt)  | 1.   | –        | –                 |
| 4. | 23 lutego            | 2003 | Saalfelden am Steinernen Meer | Bibergschanze              | K-85    | –  | druż. | 79,0 m | 78,0 m | 814,5 pkt (191,0 pkt)  | 2.   | 24,0 pkt | Stany Zjednoczone |

### Miejsca w poszczególnych konkursach FIS Ladies Winter Tournee
| 2000                                                                              |                                     |                                     |                                     |                                    |       |       |
|                                                                                   | Breitenberg 6.02.2000               | Saalfelden 9.02.2000                | Schönwald im Schwarzwald 12.02.2000 | Baiersbronn 13.02.2000             | Suma  | Suma  |
| Miejsca                                                                           | 8.                                  | 5.                                  | 5.                                  | 6.                                 | 671,1 | 671,1 |
| Punkty                                                                            | 187,1                               | 140,5                               | 176,5                               | 167,0                              | 671,1 | 671,1 |
| 2001                                                                              |                                     |                                     |                                     |                                    |       |       |
|                                                                                   | Schönwald im Schwarzwald 27.01.2001 | Schönwald im Schwarzwald 28.01.2001 | Breitenberg 31.01.2001              | Suma                               | Suma  | Suma  |
| Miejsca                                                                           | 4.                                  | 3.                                  | 9.                                  | 593,1                              | 593,1 | 593,1 |
| Punkty                                                                            | 193,5                               | 198,5                               | 201,1                               | 593,1                              | 593,1 | 593,1 |
| 2002                                                                              |                                     |                                     |                                     |                                    |       |       |
|                                                                                   | Saalfelden 30.01.2002               | Breitenberg 2.02.2002               | Baiersbronn 6.02.2002               | Schönwald im Schwarzwald 9.02.2002 | Suma  | Suma  |
| Miejsca                                                                           | 10.                                 | 7.                                  | 13.                                 | 10.                                | 644,4 | 644,4 |
| Punkty                                                                            | 173,0                               | 205,4                               | 173,0                               | 93,0                               | 644,4 | 644,4 |
| 2003                                                                              |                                     |                                     |                                     |                                    |       |       |
|                                                                                   | Breitenberg 19.02.2003              | Saalfelden 22.02.2003               | Baiersbronn 26.02.2003              | Schönwald im Schwarzwald 1.03.2003 | Suma  | Suma  |
| Miejsca                                                                           | 18.                                 | 10.                                 | 10.                                 | 15.                                | 689,7 | 689,7 |
| Punkty                                                                            | 162,2                               | 167,5                               | 195,5                               | 164,5                              | 689,7 | 689,7 |
| Legenda                                                                           |                                     |                                     |                                     |                                    |       |       |
| 1 2 3 4-10 11-30 poniżej 30 dq – dyskwalifikacja - – zawodniczka nie wystartowała |                                     |                                     |                                     |                                    |       |       |

## FIS Sommer Ladies Tournee

### Miejsca w klasyfikacji generalnej FIS Sommer Ladies Tournee
| Sezon | Miejsce |
| ----- | ------- |
| 2001  | 13.     |
| 2002  | 7.      |
| 2003  | 5.      |

### Miejsca na podium
| Sezon | 1. miejsce | 2. miejsce | 3. miejsce | razem |
| 2001  | –          | –          | –          | 0     |
| 2002  | –          | –          | –          | 0     |
| 2003  | –          | –          | 1          | 1     |
| suma  | 0          | 0          | 1          | 1     |

### Miejsca na podium w konkursach FIS Sommer Ladies Tournee
| Nr | Dzień       | Rok  | Miejscowość | Skocznia         | Punkt K | HS    | Skok 1 | Skok 2 | Nota      | Lok. | Strata   | Zwycięzca    |
| -- | ----------- | ---- | ----------- | ---------------- | ------- | ----- | ------ | ------ | --------- | ---- | -------- | ------------ |
| 1. | 20 sierpnia | 2003 | Klingenthal | Vogtlandschanzen | K-60    | HS-65 | 57,0 m | 57,5 m | 215,3 pkt | 3.   | 30,8 pkt | Anette Sagen |

### Miejsca na podium w konkursach drużynowych FIS Sommer Ladies Tournee
| Nr | Dzień       | Rok  | Miejscowość  | Skocznia                       | Punkt K | HS | Skład | Skok 1 | Skok 2 | Nota                  | Lok. | Strata    | Zwycięzca |
| -- | ----------- | ---- | ------------ | ------------------------------ | ------- | -- | ----- | ------ | ------ | --------------------- | ---- | --------- | --------- |
| 1. | 24 sierpnia | 2001 | Velenje      | Grajski grič                   | K-85    | –  | druż. | 70,0 m | 64,5 m | 561,5 pkt (144,5 pkt) | 1.   | –         | –         |
| 2. | 24 sierpnia | 2001 | Mislinja     | Skakalnica Dr. Stanko Stoporko | K-85    | –  | druż. | 62,0 m | 63,0 m | 499,5 pkt (121,0 pkt) | 1.   | –         | –         |
| 3. | 1 września  | 2001 | Meinerzhagen | Meinhardus-Schanzen            | K-62    | –  | druż. | b.d.   | b.d.   | 618,2 pkt (175,8 pkt) | 1.   | –         | –         |
| 4. | 7 września  | 2002 | Meinerzhagen | Meinhardus-Schanzen            | K-62    | –  | druż. | b.d.   | b.d.   | 822,2 pkt (225,8 pkt) | 1.   | –         | –         |
| 5. | 17 sierpnia | 2003 | Pöhla        | Pöhlbachschanze                | K-60    | –  | druż. | 54,5   | 51,0   | 514,9 pkt (100,4 pkt) | 3.   | 100,4 pkt | Norwegii  |
| 6. | 23 sierpnia | 2003 | Meinerzhagen | Meinhardus-Schanzen            | K-62    | –  | druż. | b.d.   | b.d.   | 604,2 pkt (189,8 pkt) | 1.   | –         | –         |

### Miejsca w poszczególnych konkursach FIS Sommer Ladies Tournee
| 2001                                                                              |                          |                       |                        |                         |       |      |
|                                                                                   | Velenje 24.08.2001       | Mislinja 25.08.2001   | Meinerzhagen 1.09.2001 | Suma                    | Suma  |      |
| Miejsca                                                                           | 10.                      | 11.                   | 20.                    | 461,0                   | 461,0 |      |
| Punkty                                                                            | 154,0                    | 121,5                 | 185,5                  | 461,0                   | 461,0 |      |
| 2002                                                                              |                          |                       |                        |                         |       |      |
|                                                                                   | Breitenberg 31.08.2002   | Breitenberg 1.09.2002 | Pöhla 4.09.2002        | Meinerzhagen 8.02.2002  | Suma  | Suma |
| Miejsca                                                                           | 5.                       | 10.                   | 12.                    | 8.                      | 702,9 |      |
| Punkty                                                                            | 191,0                    | 177,1                 | 169,3                  | 165,5                   | 702,9 |      |
| 2003                                                                              |                          |                       |                        |                         |       |      |
|                                                                                   | Bischofshofen 13.08.2003 | Pöhla 16.08.2003      | Klingenthal 20.08.2003 | Meinerzhagen 24.08.2003 | Suma  | Suma |
| Miejsca                                                                           | 8.                       | 7.                    | 3.                     | 6.                      | 827,6 |      |
| Punkty                                                                            | 220,8                    | 205,0                 | 215,3                  | 186,5                   | 827,6 |      |
| Legenda                                                                           |                          |                       |                        |                         |       |      |
| 1 2 3 4-10 11-30 poniżej 30 dq – dyskwalifikacja - – zawodniczka nie wystartowała |                          |                       |                        |                         |       |      |